# Vicente Allende Barreda
Vicente Allende Barreda, més conegut com a Chili (París, 8 de maig de 1968) és un exfutbolista professional càntabre, nascut circumstancialment a la capital francesa. Jugava de davanter.

## Trajectòria
Fill d'emigrants càntabres, a les dues setmanes del seu naixement els seus pares decideixen tornar a Torrelavega. Després de destacar en el modest Ribadedeva, la Gimnástica Torrelavega el fitxa la temporada 90/91. Chili fa un bon paper en Tercera i crida l'atenció de l'Andorra CF, que l'hi incorpora per a la Segona B. I la temporada 92/93 dona una passa més al fitxar pel Racing de Santander. Eixe any els càntabres pugen a Primera, i Chili contribueix amb sis gols amb 18 partits.
Els dos anys que romandria a la màxima categoria amb el Racing, el davanter amb prou feines va comptar per als diferents entrenadors. Debuta al setembre de 1993 contra el Celta, i eixa temporada apareixeria en 13 partits, només un com a titular, contra l'Osasuna, en el qual marcaria dos gols, dels tres que se marcaria eixa campanya. La temporada 94/95 encara juga menys: 5 partits, tots de suplent i cap gol.
En busca d'oportunitats, la temporada 95/96 fitxa per la UD Las Palmas, equip capdavanter de la Segona B, que aconsegueix l'ascens a Segona. Chili és dels golejadors de la categoria amb 18 dianes. La temporada 96/97 passa al Racing de Ferrol, on no té massa sort, en part per les lesions.
L'estiu de 1997 retorna a la Gimnástica de Torrelavega, ara a Segona B. A l'equip degà de Cantàbria hi va romandre set temporades, fins a la seua retirada al novembre del 2003. Va ser el referent ofensiu del seu equip, sobretot en els primers anys, aconseguint 22 gols la temporada 97/98 i 30 la temporada 99/00. A partir de la temporada 02/03 ja va baixar el seu rendiment fins que les lesions van precipitar que penjara les botes.